# Der Mandarinenbaum
Der Mandarinenbaum (türkischer Titel Mandalina Ağaci) ist ein Kurzfilm des deutsch-kurdischen Regisseurs und Drehbuchautors Cengiz Akaygün aus dem Jahr 2018, der vielfach ausgezeichnet wurde.

## Inhalt
Die 8-jährige Sirin darf ihren Vater, der in politischer Gefangenschaft in der Türkei lebt, zum ersten Mal besuchen. Ihr selbstgemaltes Bild eines Vogels wird vom Gefängniswärter als anarchistisches Symbol eingestuft und zerstört. Ihr Vater tröstet sie im Hinblick auf die Freiheit der Gedanken. Bei ihrem nächsten Besuch hat Sirin ein neues Bild, das einen Mandarinenbaum zeigt, mit einer versteckten Botschaft dabei.

## Produktion, Veröffentlichung
Der von Lutzfilm produzierte Film entstand im Zeitraum 14. März bis 17. März 2017 in Düren. Gefördert wurde er von der Film- und Medienstiftung NRW.
Premiere hatte der Film am 6. Oktober 2018 auf dem Schlingel Film Festival. Englischer Titel: The Mandarin Tree.

## Kritik
„Der Film nutzt seine Stilmittel, um seine Geschichte auch zu einem gesellschaftskritischen Kommentar zum immer strikter werdenden und fast schon willkürlich agierenden Rechtssystem der Türkei werden zu lassen. Die Geschichte selbst, die am Ende mit einem wunderbar poetischen Twist überrascht, ist ruhig erzählt, die Schauspieler agieren überzeugend und authentisch, vor allem das kleine Mädchen, in dessen Augen sich Hoffnung, Liebe, aber auch Furcht und Trotz spiegeln, berührt in seiner Natürlichkeit. Die Mischung aus purer Fantasie und hartem Realismus macht aus Der Mandarinenbaum großes Kurzfilmkino.“

## Auszeichnungen
- Bester Kurzspielfilm der Filmschau Baden-Württemberg 2018.[3]
- Kurzfilmpreis Spielfilm National des Internationalen Filmfestivals Schlingel 2018, Chemnitz.[4]
- Gewinner beim Internationalen Filmfestival Golden Knight 2018, Malta.[5]
- Bester Film beim Eat My Shorts – Hagener Kurzfilmfestival 2018 in Hagen.[6]
- 2. Preis des Solidando Film Festival 2018, Cagliari, Italien.[7]
- Marcin-Preis für den Besten Film beim Ale Kino! International Young Audience Film Festival 2018 in Posen, Polen.[8]
- Prädikat ‘besonders wertvoll’ der Deutschen Film- und Medienbewertung (FBW).[9]
- Preis für die Beste Regie des Best Independents International Filmfestival 2018, Karlsruhe.[10]
- Spezialpreis der Jury des Flickerfest Film Festival 2019, Kurzfilmfestival Sydney, Australien[11]
- Siegerfilm des Internationalen Kurzfilmfestes Bunter Hund 2019, Kurzfilmfestival München[12]

## Filmfestivals
- West Nordic Film Festival 2018, Norwegen (Offizielle Auswahl)[13]
- Euroshorts International Film Festival 2018, Polen (Offizielle Auswahl)
- Biberacher Filmfestspiele 2018, Deutschland (Offizielle Auswahl)
- Dublin Independent Festival, Irland (Offizielle Auswahl)[14]
- 16. ‘Festival International Signes de nuit’, Frankreich 2018 (Offizielle Auswahl)[15]
- Austin Film Festival 2018, USA (Offizielle Auswahl)[16]